# Produktion
Unter Produktion (aus lateinisch pro- ‚vor-, vorwärts-‘ und lateinisch ducere ‚führen‘; insbesondere bei Realgütern auch Fertigung, Fabrikation oder Verarbeitung, Bearbeitung, als Rechtsbegriff die Herstellung) versteht die Betriebswirtschaftslehre und Volkswirtschaftslehre die durch Kombination von Produktionsfaktoren während eines Transformationsprozesses hergestellten Güter und Dienstleistungen. Gegensatz ist der Verbrauch.

## Allgemeines
Diese allgemein gültige Definition legt den Begriff sehr weit aus. Günter Wöhe fasst den Begriff enger und begrenzt ihn auf die betriebliche Leistungserstellung. Erich Gutenberg widmete 1951 der Produktion den ersten Band seiner Buchreihe Grundlagen der Betriebswirtschaftslehre. Für ihn besteht der Sinn aller betrieblichen Betätigung darin, „Güter materieller Art zu produzieren oder Güter immaterieller Art bereitzustellen“.
Das sich mit der Produktion befassende Wirtschaftssubjekt wird als Nomen Agentis „Produzent“ oder mit dem Rechtsbegriff „Hersteller“ bezeichnet. Er unterliegt der Produzentenhaftung.
In der angloamerikanischen Fachliteratur wird zwischen „Fertigung“ (englisch manufacturing) und „Produktion“ (englisch production) unterschieden, wobei die Fertigung als Teilbereich der Produktion angesehen wird. Ein Teil der deutschsprachigen betriebswirtschaftlichen Fachliteratur hat sich dem angeschlossen, die herrschende Meinung stuft „Fertigung“ und „Produktion“ und die entsprechenden Komposita als Synonyme ein. „Fertigungsverfahren“ kann daher durch „Produktionsverfahren“ ersetzt werden.

## Abgrenzung
Die Begriffe Herstellung und Verarbeitung werden fließend verwendet, so wird beispielsweise wirtschaftssystematisch prinzipiell in Metallherstellung (Bergbau und Verhüttung) und Metallverarbeitung (Warenproduktion) unterschieden, die dazwischenstehende Produktion von Halbzeug (wie Blech), an und für sich auch schon Handelsware, wird meist noch den Herstellern zugeordnet, obwohl fertigungstechnisch schon eine Verarbeitung von Rohmetall vorliegt. Bearbeitung bezieht sich auf die Veränderung der äußeren Gestalt eines Werkstückes; bei der Verarbeitung wird das Rohteil verbraucht und liegt in chemisch-physikalisch anderer Form vor, beispielsweise verbrannt bei Brennstoffen oder ausgeschmolzen bei der Verarbeitung von Erzen zu Metallen. Auch in der Landwirtschaft wird zum Beispiel im Obstbau die Handelsware bei Tafelobst direkt ohne jede Verarbeitung (ur-)produziert, während der Sektor Lebensmittelherstellung primär die Verarbeitung von Tieren und Pflanzen umfasst.
Dienstleistungen werden auch produziert, bei ihnen erfolgt jedoch die Produktion und der Konsum gleichzeitig, weil sich der Konsument (oder Dritte oder Objekte) als externer Produktionsfaktor einbringt (etwa der Kunde beim Friseur). Dienstleistungen „werden zeitgleich produziert und konsumiert. In diesem Zusammenhang werden die Begriffe Fertigung, Herstellung oder Fabrikation synonym gebraucht.“ Da bei „Produktion“ nicht klar ist, ob auch Dienstleistungen inbegriffen sind, verwenden manche Wissenschaftler den Begriff Leistungserstellung, um zu verdeutlichen, dass Dienstleistungen und Sachgüter gemeint sind. Analog wird auch von der Leistungsverwertung für den Vertrieb gesprochen. Hintergrund ist, dass zunehmend Sachgüter zusammen mit Dienstleistungen verkauft werden, etwa im Falle eines Herstellers einer komplexen Maschine, der die Schulung der Mitarbeiter im Kundenunternehmen übernimmt, sowie die Programmierung, Wartung und Lieferung von Ersatzteilen. In Verlagen bleibt die traditionelle Bezeichnung Herstellung als großer Arbeitsbereich, zuständig für Papier- und Online-Organisation, Satz usw. Nicht lagerbare Wirtschaftsgüter wie beispielsweise Elektrizität oder Druckluft werden bereitgestellt oder geliefert. Umgangssprachlich wird auch produziert auf künstlerischem Gebiet (Fernsehproduktion, Filmproduktion, Musikproduktion).

## Wirtschaftswissenschaften

### Betriebswirtschaftslehre
Die Produktion ist in der Betriebswirtschaftslehre die wichtigste betriebliche Funktion, ohne die andere Funktionen wie Beschaffung, Finanzierung, Verwaltung oder Vertrieb überflüssig wären. Der Produktionsprozess wird als auf das Unternehmensziel ausgerichteter Transformationsprozess verstanden. Kombiniert werden in der Produktion die betriebswirtschaftlichen Produktionsfaktoren (Elementarfaktoren: Werkstoffe, Betriebsmittel und die Arbeit; dispositive Faktoren: Unternehmensleitung, Planung, Organisation und Kontrolle). Gutenberg definierte faktorbezogen: „Eine Leistungserstellung, die außer Arbeitsleistungen und Betriebsmitteln auch den Faktor Werkstoffe enthält, bezeichnen wir als ‚Produktion‘“.
Die Produktion verursacht eine Kostenart, die als Herstellungskosten bezeichnet wird. Ergebnis der Produktion sind Produkte und Dienstleistungen. Je nach Fertigungsgrad gibt es Vorleistungsgüter, Halbfabrikate, Zwischenprodukte und Endprodukte.
Von wesentlicher Bedeutung ist die Produktionsfunktion als funktionale Beziehung zwischen Ausbringungsmenge (englisch output) und dafür eingesetzten Produktionsfaktoren (englisch input) bei gegebener Technologie. Produktionsstrategien befassen sich unter anderem mit Fragen der Fertigungstiefe, Just-in-time-Produktion und der Eigenfertigung oder Fremdbezug (englisch make or buy). Der mehr oder weniger komplexe Produktionsprozess bedarf eines Produktionsmanagements. Für den Produktionsprozess werden Arbeitsabläufe von Fertigungsverfahren beim Zusammenwirken von Arbeits- und Betriebsmitteln untersucht. Er beinhaltet Produktentwicklung, Konstruktion, Arbeitsvorbereitung, Fertigung und Montage. Mit dem Produktionsprogramm wird festgelegt, welche (Betriebsform) und wie viele (Einprodukt- oder Mehrproduktunternehmen) Produkte hergestellt werden sollen, Produktionssysteme legen die Organisationseinheiten fest, in denen produziert werden soll. Mit der Produktion beschäftigt sich die Produktionstheorie und die Produktionsplanung und -steuerung.
Die Arbeit in der Produktion wird auch als Wertschöpfungsprozess interpretiert. Diese Definition versteht sich vor allem als Abgrenzung zur Konsumption, bei der Produkte verbraucht werden. Produktion schließt aber auch Prozesse mit ein, bei denen beispielsweise Abfälle einer Nutzung zugeführt werden (z. B. Müllverbrennungsanlage), weil auch hier Produkte entstehen, die mehr wert sind als die Ausgangsstoffe.

### Volkswirtschaftslehre
Nach Gutenberg ist die Urproduktion keine Produktion im engeren Sinne, denn deren Rohstoffe werden nicht eigentlich hergestellt, sondern gewonnen oder abgebaut. Diese Auffassung entsprach der klassischen Nationalökonomie etwa eines Jean-Baptiste Say, der 1803 die Einteilung in Produktion, Zirkulation, Distribution und Konsumtion vornahm. Gemäß der modernen Wirtschaftstheorie dagegen umfasst der Begriff „Produktion“ die Sektoren Urproduktion (mit der Agrarproduktion, Fischerei und Forstwirtschaft), Bergbau, Industrie, Handwerk sowie die Verteilung der Güter durch Handel und Verkehr.
In der Volkswirtschaftslehre werden die volkswirtschaftlichen Produktionsfaktoren (Boden, Arbeit und Kapital) kombiniert, um Knappheit zu beseitigen; dazu wird Arbeitsteilung eingesetzt, die eine Koordinierung erfordert. Produktionsmittel werden dem Faktor Kapital als Sachkapital zugeordnet. Investitionsgüter werden für die Produktion verwendet und ersetzen oder erhöhen den Kapitalstock der Unternehmen. Die Transformationskurve gibt dabei an, welche Arten und Mengen von Gütern mit den vorhandenen Ressourcen und den vorhandenen Technologien produziert werden können.
Die Produktion schafft durch die Nachfrage nach Produktionsfaktoren auf dem Faktormarkt das Einkommen, mit dem auf dem Gütermarkt das Güterangebot gekauft werden kann. Hier bilden die Produkte das Güterangebot, das auf die Güternachfrage trifft, wobei beide durch den Preismechanismus zum Ausgleich gebracht werden. Das produzierende Gewerbe schafft insgesamt den Produktionswert.
Das Produktionspotenzial gibt an, welche Produktionsmenge bei vollständiger Kapazitätsauslastung der Produktionsfaktoren möglich wäre. Der Sachverständigenrat sieht eine Normalauslastung dann als gegeben an, wenn die vorhandenen Produktionsfaktoren zu 96,75 % ausgelastet sind.

### Politische Ökonomie
In seinen Beiträgen zur Politischen Ökonomie definierte Karl Marx in allgemeineren gesellschaftlichen Zusammenhängen Produktion philosophisch wie Say als ökonomischen Prozess neben der Distribution, der Verteilung/Aneignung und der Konsumtion. Hierzu schrieb er: „Der ganze Charakter der kapitalistischen Produktion ist bestimmt durch die Verwertung des vorgeschossenen Kapitalwerts, also in erster Instanz durch Produktion von möglichst viel Mehrwert, zweitens aber […] durch Produktion von Kapital, also durch Verwandlung von Mehrwert in Kapital“.

## Ingenieurwissenschaften
In der Ingenieurwissenschaft wird von der Fertigung als zusammenbauender Produktion und Erzeugung für die chemische Produktion gesprochen. Von Fabrikaten ist nur dann die Rede, wenn die neuen Produkte Eigenschaften aufweisen, die sie von den zu ihrer Herstellung verwandten Grundstoffen wesentlich unterscheiden. Ist die Abweichung nicht wesentlich, liegt eine Veredelung vor.

### Produktionstechnik
In der industriellen Produktionstechnik wird die Fertigung (von Stückgütern), die Verfahrenstechnik (von Fließgütern / von Rohstoffen zu Gütern) und die Energietechnik unterschieden.
- Unter Fertigung versteht man die Herstellung und Montage von zählbaren festen Teilen mit geometrisch bestimmter Gestalt (so genannte Stückgüter). Die Fertigungstechnik beschreibt die Fertigungsverfahren wie Fräsen, Gießen, Schmieden oder Schweißen.
- Die Energietechnik beschäftigt sich mit Gewinnung, Umwandlung, Energietransport, Energiespeicherung und Energieverbrauch in allen Energieformen.
- In der Verfahrenstechnik wird primär die Verarbeitung von Rohmaterialien zu einem Produkt, unter Nutzung chemisch-physikalischer oder biologischer Vorgänge betrachtet. Sie steht damit zwischen dem Abbau der Rohstoffe und der Fertigstellung von Produkten. Dabei werden kontinuierliche und diskontinuierliche Prozesse unterschieden. Hier wird der Güterausstoß meist massen- oder volumenorientiert gemessen, da er nicht oder nur schwer zählbar ist etwa Mehl, Salz, Eisen, oder Medikamentenpillen. Anwendungsgebiete sind v. a. die chemische und Nahrungsmittelindustrie, Rohstoffförderung sowie Fließ- und Schüttgüter wie Zement.

Die verschiedenen Produktionsverfahren werden aus betriebswirtschaftlicher Sicht unterschieden nach der Anzahl der gefertigten Teile als Einteilungskriterium (Einzel-, Serien- oder Massenfertigung) und der Fertigungsorganisation (Werkstatt- oder Reihenfertigung).